# Jesse

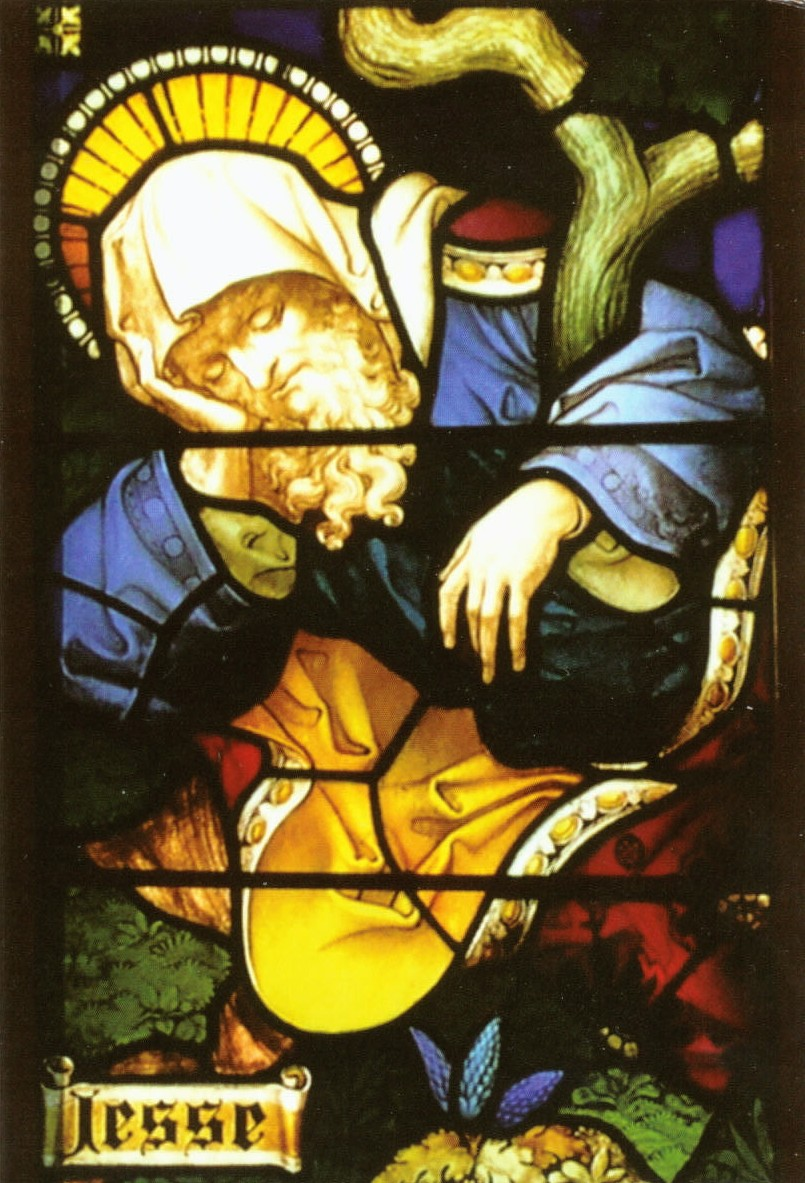

Jesse lub Isaj (hebr. Jiszaj / יֵשַׁי, XI w. p.n.e.) – postać biblijna, syn Obeda i ojciec Dawida, późniejszego króla Izraela.
Jesse pochodził z pokolenia Judy. Po mieczu był wnukiem Booza i Rut. Według 1 Krn 2,13-16 miał siedmiu synów – Eliaba, Abinadaba, Szimeę, Netaneela, Raddaja, Osema i Dawida – a także dwie córki, Seruję i Abigail, natomiast według 1 Sm 16,10n i 1 Sm 17,12 – ośmiu synów.
W proroctwach głoszonych przez Izajasza (Iz 11) potomek Jessego to jedno z określeń Mesjasza. Według chrześcijan zapowiadanym potomkiem Jessego jest Jezus Chrystus.
W Talmudzie Jesse to jedna z czterech osób (wraz z nim Beniamin, Amram, Chileab), które nie popełniły grzechu.